# Grand Prix Monako 1984
Grand Prix Monako 1984 (oryg. Grand Prix Automobile de Monaco) – szósta runda Mistrzostw Świata Formuły 1 w sezonie 1984, która odbyła się 3 czerwca 1984, po raz 31. na torze Circuit de Monaco.
42. Grand Prix Monako, 31. zaliczane do Mistrzostw Świata Formuły 1.

## Klasyfikacja
| Legenda oznaczeń w tabelach wyników Wyświetl szablon na nowej stronie | Legenda oznaczeń w tabelach wyników Wyświetl szablon na nowej stronie                                                                     |
| Oznaczenie                                                            | Wyjaśnienie |
| --------------------------------------------------------------------- | --- |
| Złoty                                                                 | Zwycięzca lub mistrzostwo |
| Srebrny                                                               | 2. miejsce lub wicemistrzostwo |
| Brązowy                                                               | 3. miejsce lub II wicemistrzostwo |
| Zielony                                                               | Ukończył, punktował (w klasyfikacji generalnej, gdy zdobył co najmniej jeden punkt na przestrzeni sezonu, poza trzema powyższymi opcjami) |
| Niebieski                                                             | Ukończył, nie punktował (w klasyfikacji generalnej, gdy nie zdobył co najmniej jednego punktu na przestrzeni sezonu)                      |
| Czerwony                                                              | Nie zakwalifikował się (NZ) |
| Czerwony                                                              | Nie prekwalifikował się (NPK) |
| Różowy                                                                | Nie ukończył (NU) |
| Różowy                                                                | Niesklasyfikowany (NS) (w klasyfikacji generalnej, gdy nie został sklasyfikowany w żadnym wyścigu sezonu)                                 |
| Czarny                                                                | Zdyskwalifikowany (DK) |
| Czarny                                                                | Wykluczony (WYK/EX) |
| Biały                                                                 | Nie wystartował (NW) |
| Biały                                                                 | Kontuzjowany (K/INJ) |
| Biały                                                                 | Wyścig odwołany (OD/C) |
| Bez koloru                                                            | Został wycofany (WYC/WD) |
| Bez koloru                                                            | Nie przybył (NP/DNA) |
| Bez koloru                                                            | Nie brał udziału w treningach (NT/DNP) |
| Bez koloru                                                            | Nie został zgłoszony (–) |
| Pogrubienie                                                           | Start z pole position |
| Kursywa                                                               | Najszybsze okrążenie wyścigu |
| †                                                                     | Nie ukończył, ale jego rezultat został zaliczony ze względu na przejechanie więcej niż 90% dystansu wyścigu.                              |
| *                                                                     | Sezon w trakcie |
| 1/2/3                                                                 | Punktowana pozycja w sprincie kwalifikacyjnym                                                                                             |
| Lista systemów punktacji Formuły 1                                    | |

| Poz | Nr | Kierowca           | Konstruktor       | Okrążnia | Czas/powód NU    | Poz. Start. | Punkty |
| --- | -- | ------------------ | ----------------- | -------- | ---------------- | ----------- | ------ |
| 1   | 7  | Alain Prost        | McLaren-TAG       | 31       | 1:01:07.740      | 1           | 4.5    |
| 2   | 19 | Ayrton Senna       | Toleman-Hart      | 31       | + 7.446          | 13          | 3      |
| 3   | 28 | René Arnoux        | Ferrari           | 31       | + 29.077         | 3           | 2      |
| 4   | 6  | Keke Rosberg       | Williams-Honda    | 31       | + 35.246         | 10          | 1.5    |
| 5   | 11 | Elio de Angelis    | Lotus-Renault     | 31       | + 44.439         | 11          | 1      |
| 6   | 27 | Michele Alboreto   | Ferrari           | 30       | + 1 okrążenie    | 4           | 0.5    |
| 7   | 24 | Piercarlo Ghinzani | Osella-Alfa Romeo | 30       | + 1 okrążenie    | 19          |        |
| 8   | 5  | Jacques Laffite    | Williams-Honda    | 30       | + 1 okrążenie    | 16          |        |
| DK  | 4  | Stefan Bellof      | Tyrrell-Ford      | 31       | Dyskwalifikacja  | 20          |        |
| NU  | 22 | Riccardo Patrese   | Alfa Romeo        | 24       | Ukł. kierowniczy | 14          |        |
| NU  | 8  | Niki Lauda         | McLaren-TAG       | 23       | Wypadł z toru    | 8           |        |
| NU  | 14 | Manfred Winkelhock | ATS-BMW           | 22       | Wypadł z toru    | 12          |        |
| NU  | 12 | Nigel Mansell      | Lotus-Renault     | 15       | Wypadł z toru    | 2           |        |
| NU  | 1  | Nelson Piquet      | Brabham-BMW       | 14       | Elektryka        | 9           |        |
| NU  | 25 | François Hesnault  | Ligier-Renault    | 12       | Elektryka        | 17          |        |
| NU  | 2  | Corrado Fabi       | Brabham-BMW       | 9        | Elektryka        | 15          |        |
| NU  | 20 | Johnny Cecotto     | Toleman-Hart      | 1        | Wypadł z toru    | 18          |        |
| NU  | 16 | Derek Warwick      | Renault           | 0        | Kolizja          | 5           |        |
| NU  | 15 | Patrick Tambay     | Renault           | 0        | Kolizja          | 6           |        |
| NU  | 26 | Andrea de Cesaris  | Ligier-Renault    | 0        | Wypadek          | 7           |        |
| NZ  | 17 | Marc Surer         | Arrows-Ford       |          |                  |             |        |
| NZ  | 3  | Martin Brundle     | Tyrrell-Ford      |          |                  |             |        |
| NZ  | 23 | Eddie Cheever      | Alfa Romeo        |          |                  |             |        |
| NZ  | 18 | Thierry Boutsen    | Arrows-BMW        |          |                  |             |        |
| NZ  | 10 | Jonathan Palmer    | RAM-Hart          |          |                  |             |        |
| NZ  | 21 | Mauro Baldi        | Spirit-Hart       |          |                  |             |        |
| NZ  | 9  | Philippe Alliot    | RAM-Hart          |          |                  |             |        |